# Apteryoperla
Apteryoperla is een geslacht van steenvliegen uit de familie Gripopterygidae. De wetenschappelijke naam van het geslacht is voor het eerst geldig gepubliceerd in 1953 door Wisely.

## Soorten
Apteryoperla omvat de volgende soorten:
- Apteryoperla illiesi McLellan, 1977
- Apteryoperla lakiula McLellan, 2003
- Apteryoperla monticola Wisely, 1953
- Apteryoperla nancyae McLellan, 1977
- Apteryoperla ramsayi McLellan, 1977
- Apteryoperla tillyardi McLellan, 1977